# Пустец
Пу̀стец (на албански: Pustec или Pusteci, преди Liqenas или Liqenasi; на македонска литературна норма: Пустец) e село в Република Албания в областта Мала Преспа, област Корча, административен център на едноименната община Пустец. Към 2007 година има около 1400 - 1500 жители. В селото живеят основно хора с македонска или българска национална идентичност. Срещу Пустец е остров Мали град с църквата „Света Богородица“ от XIV век. На около 3,5 километра северно от Пустец се намира скалната църква „Свети Никола“, а на около 5 километра се намира скалната църква „Свети Архангел Михаил“. На около километра североизточно от селото се намира друга скална църква „Света Петка“, но заради варосването ѝ в по-ново време, не е възможно да се датира старата живопис. В Пустец функционира начално училище с преподаване на македонски литературен език. Църквата в Пустец е построена през 1754 година.

## География
Селото е разположено на 25 километра североизточно от областния и окръжен град Корча, на брега на най-южния ръкав на Голямото Преспанско езеро.

## Етимология
Етимологията Пустец е от пуст. Предишното албанско име Liqenas произлиза от liqen, езеро. Името на жителите му в местния диалект е пуфчени, съкращение от пустечени.

## История
Селото е споменато в Слепченския триптих от ХVІ век. В края на ХІХ век Пустец е чисто българско село. Според статистиката на Васил Кънчов („Македония. Етнография и статистика“) в 1900 година в Пустец живеят 410 българи християни.
На Етнографската карта на Битолския вилает на Картографския институт в София от 1901 година Пустеч е чисто българско село в Корчанската каза на Корчанския санджак с 55 къщи.
Всички българи християни в селото са под върховенството на Българската екзархия. По данни на Екзархията в края на ХІХ век в селото има 65 православни къщи с 499 души жители българи. По данни на секретаря на екзархията Димитър Мишев („La Macédoine et sa Population Chrétienne“) в 1905 година в Пустеец има 400 българи екзархисти.
В Екзархийската статистика за 1908/1909 година Атанас Шопов поставя Пустеч в списъка на „българо-патриаршеските села“ в Корчанска каза.
Според Георги Трайчев през 1911/1912 година в Пустеец има 65 къщи с 499 жители и функционират църква и училище.
Боривое Милоевич пише в 1921 година („Южна Македония“), че Пустец има 80 къщи славяни християни.
В 1939 година Тодор Посталов от името на 70 български къщи в Пустеец подписва Молбата на македонски българи до царица Йоанна, с която се иска нейната намеса за защита на българщината в Албания – по това време италиански протекторат.
| Година | Население |
| ------ | --------- |
| 1900   | 410       |
| 1926   | 515       |
| 1945   | 565       |
| 1960   | 697       |
| 1969   | 788       |
| 1979   | 941       |
| 1989   | 1035      |
| 2000   | 1120      |